# Mianowo (powiat ostrowski)
Mianowo – wieś sołecka w Polsce położona w województwie mazowieckim, w powiecie ostrowskim, w gminie Andrzejewo.
| SIMC    | Nazwa           | Rodzaj    |
| ------- | --------------- | --------- |
| 0407730 | Mianowo-Parcele | część wsi |
| 0407747 | Morgi           | część wsi |

W latach 1975–1998 miejscowość należała administracyjnie do województwa łomżyńskiego.
W przeszłości środkowa i zachodnia część gminy była własnością biskupów płockich, natomiast wschodnia i południowa należała do drobnej szlachty. Był jednak wyjątek i stanowiło ją właśnie Mianowo.
Wieś powstała jako wieś kościelna należąca do dóbr biskupich i zwała się pierwotnie Janowem. Być może założycielem wsi był biskup Jan? W XIV i XV wieku było kilku biskupów o tym imieniu.
Spoglądając na mapę tych okolic obrazującą ją w XVI wieku widać dokładnie enklawę wśród licznych wsi szlacheckich w tej okolicy, którą stanowiło Janowo. Spis podatkowy z 1578 roku wspomina również o tej wiosce (Janowo). Dzierżawcą wsi był wtedy niejaki Jakub Bolesta. Był to duża wioska licząca ponad 7 włók obszaru.
Janowo było wsią biskupią do przełomu XVI i XVII wieku. Biskupi płoccy sprzedali Janowo jakiemuś szlachcicowi. Sprzedaż podyktowana była zapewne trudnością w zarządzaniu z racji odległości od innych wsi kościelnych. Być może kupił Janowo Wojciech Świnołęski, który w 1612 ufundował w kościele w Andrzejewie kaplicę zwaną później Jabłonowską. Źródła kościelne właśnie Świnołęskiego z Mianowa wymieniają jako fundatora. Wraz ze zmianą właściciela nastąpiła też zmiana nazwy, od tej pory zwano ją Mianowo.
Mianowo przeszło na własność szlachecką. Świnołęski kupił dużą wieś, stanowiła ona znaczny prywatny majątek ziemski w odróżnieniu od okolicznych wsi szlacheckich. Mianowo stało się jedynym większym prywatnym majątkiem ziemskim w okolicy. Znajdował się w nim dwór, folwark i wieś włościańska. 
Niewiele wiadomo o Świnołęskim, wiadomo tylko, że pochodził z ziemi nurskiej i należał do średniozamożnej szlachty.
Od Świnołęskich wieś trafiła w ręce rodziny Jabłonowskich herbu Grzymała. Był to ród pochodzący z Jabłonowa w ziemi nurskiej. Dziedziczył tu Szymon Jabłonowski, pisarz ziemski nurski i deputat na Trybunał Koronny w 1620 roku. Jabłonowscy należeli do najzamożniejszej szlachty w omawianej okolicy. Rodzina poświęciła mu w miejscowym Kościele epitafium, istniejące do dziś. Jest to tablica z piaskowca z herbami: Grzymała, Prus I oraz Trzaska i Rogala. Oprócz Szymona tablica wspomina także jego żony: Ćwiklińską, Podoską i Wojsławską oraz syna Jerzego. 
Synem Stanisława Jabłonowskiego był Jerzy, zmarły w połowie XVII wieku. 
Na początku XVIII wieku właścicielem Mianowa był Stanisław Jabłonowski podstoli nurski od 1744 roku, który ożenił się z Heleną z Krasnosielskich, pozostawił syna Ignacego, kolejnego właściciela Mianowa. Ignacy Jabłonowski w 1761 roku uzyskał urząd podstolego smoleńskiego i ożenił się z Józefą z Przyjemskich. 
Ignacy Jabłonowski i Józefa z Przyjemskich mieli dwóch synów oraz córkę Mariannę, którą wydano za Ignacego Przyjemskiego. Takie związki rodzinne zdarzały się w ówczesnej Polsce, chodziło o zachowanie majątku „w rodzinie”. Ignacy Przyjemski był starostą łomżyńskim, następnie uzyskał urząd podkomorzego łomżyńskiego. Przyjemski w posagu otrzymał dobra mianowskie. Tak, więc został kolejnym dziedzicem dóbr Mianowo. Przyjemski zmarł przed 1783 rokiem, ponieważ w tymże roku właścicielką Mianowa tytułuje się podkomorzynę Przyjemską (Mariannę z Jabłonowskich). Ignacy Przyjemski i Marianna z Jabłonowskich nie zostawili potomstwa i Mianowo wróciło do rodziny Jabłonowskich. Wieś objął Stanisław Jabłonowski, brat wdowy po Przyjemskim. Był on komornikiem ziemskim zambrowskich i posłem na Sejm Wielki. Po upadku Rzeczypospolitej, w czasach Księstwa Warszawskiego, szlachta wybrała go na sędziego apelacyjnego, zmarł w 1813 roku. Jego żona ufundowała tablicę z czarnego marmuru z herbem Grzymała oraz Rawicz, którą można oglądać w kościele w Andrzejowie.
W tym czasie była to średniej wielkości miejscowość, w 1827 roku liczyła 22 domy i 181 mieszkańców.
Kolejnym właścicielem dóbr mianowskich był Julian Franciszek Kochanowski, syn Konstantego Kochanowskiego. Kochanowski wszedł w posiadanie Mianowa dzięki małżeństwu z Anną Praksedą Jabłonowską, córką Stanisława, posła na sejm czteroletni, konsyliarza Targowicy 1792 r., podstolego nurskiego 1793 r., która wraz z bratem Alojzym dziedziczyła w Mianowie. Nowy właściciel Mianowa znany był z hodowli koni i utworzył tu „doborową stajnię”. Od Kochanowskiego Mianowo kupił hrabia Starzeński, a ten w 1880 roku sprzedał te dobra Menclowi, właścicielowi fabryki narzędzi rolniczych w Białej Cerkwi. Już rok później Mianowo stało się własnością W. Czerniejewskiego.
Warto wspomnieć, że w Mianowie urodził się Teofil Wądołkowski (1841-4 DI 1864), który był z zawodu stolarzem. W czasie powstania styczniowego należał do żandarmerii powstańczej, następnie był strzelcem. W grudniu 1863 roku został aresztowany przez Rosjan Skazano go na śmierć przez powieszenie. Wyrok wykonano w Ostrowi. Jak głosi legenda Wądołkowski stojąc na stołku w koszuli skazańca sam rzucił się ze stołka, żeby szybciej zawisnąć. Pozostawił żonę Rozalię ze Szwarców oraz córkę Bronisławę.
Dobra Mianowo w końcu XIX wieku składały się z folwarków Mianowo i Jabłonowo (folwark założony jeszcze przez Jabłonowskich). Tak opisano te dobra w 1885 roku: Mianowo – rozległość 942 morgi i 275 prętów (...) w tem ziemi ornej 418 mórg i 284 pręty. Do dóbr Mianowo należy folwark Jabłonowo, ogólnej przestrzeni 605 mórg i 258 prętów, w tem ziemi ornej 418 mórg i 284 pręty. W pięknej pszennej glebie o podłożu średnio przepuszczalnem, płodozmian, trzy sadzawki. Przez folwark Jabłonowo przepływa Mały Brok, stanowiący granicę, oddzielający posiadłości dworskie od osady kościelnej Andrzejów. Mianowo stanowiło niegdyś klucz wielkich posiadłości, rozciągających się na kilka mil kwadratowych, bardzo bogatych w lasy. (....) W folwarku Jabłonowo znajduje się jeszcze wiatrak.
W drugiej połowie XIX wieku Mianowo należało do większych majątków ziemskich w powiecie ostrowskim.
Mianowo w czasie spisu powszechnego z 1921 roku dzieliło się na kilka części, były więc: Mianowo folwark, Mianowo osada młyńska, Mianowo wieś oraz Mianowo-Morgi wieś. Pierwsza z tych osad liczyła 5 domów i 115 mieszkańców. W osadzie młyńskiej oraz wsi było 24 domy i 155 mieszkańców. Natomiast w miejscowości Mianowo-Morgi naliczono 7 domów i 39 mieszkańców. Wszystkie te osady należały do gminy Szulborze Koty.
Według Księgi Adresowej Polski z 1929 roku właścicielem folwarku był Wojciech Rostkowski, folwark liczył 448 ha.
W okresie międzywojennym w Mianowie działał zakład kowalski należący do niejakiego Szczęśniaka, natomiast Władysław Szczęśniak oraz Stanisław Grzeszczuk posiadali tu młyn.
Wierni Kościoła rzymskokatolickiego należą do parafii Wniebowzięcia Najświętszej Maryi Panny w Andrzejewie.